# Motive
Motive es una serie de televisión canadiense de drama policíaco que se estrenó el 3 de febrero de 2013 y transmitido por CTV en Canadá y ABC en los Estados Unidos.

## Reparto y personajes

### Actores principales
- Kristin Lehman como Angela Flynn.
- Louis Ferreira como Oscar Vega.
- Brendan Penny como Brian Lucas.
- Lauren Holly como Dr. Betty Rogers.
- Cameron Bright como Manny Flynn.
- Roger Cross como Boyd Bloom.

### Actores secundarios
- Amanda Tapping como Dr. Kate Robbins
- Laura Mennell como Samantha Turner (temporada 2), abogada y el interés amoroso de Mark.
- Joey McIntyre como Glen Martin.
- Siobhan Williams como Tiffany Greenwood.
- Noam Jenkins como David.
- Ross D. Noble como Gary.
- Claire Smithies como Corrine.
- Svetlana Efremova como Killer.